# Uvaldo Luna
Uvaldo Luna Martínez (Houston, Texas, Estados Unidos, 21 de diciembre de 1993) es un futbolista mexicano-estadounidense. Juega como delantero.

## Selección nacional
Nacido en Estados Unidos de padres mexicanos, Luna posee doble nacionalidad y representó al conjunto de las barras y las estrellas en categorías sub-18 y sub-20. Dadas sus buenas actuaciones tanto en la selección norteamericana como en su club, recibió en enero del 2012 su ansiado primer llamado a la Selección de fútbol sub-20 de México, con la cual tuvo participación durante la Copa Mundial de Fútbol Sub-20 de 2013 y donde también marco su primer gol internacional. Hizo parte de la selección sub-21 y de la selección sub-23 preolímpica que participó en los Juegos Panamericanos y el Torneo Esperanzas de Toulon.

## Clubes
| Club                         | País           | Año         | PJ | Goles |
| ---------------------------- | -------------- | ----------- | -- | ----- |
| Tigres UANL                  | México         | 2013 - 2015 | 12 | 9     |
| Patriotas Boyacá             | Colombia       | 2016 - 2017 | 47 | 8     |
| Atlas                        | México         | 2017        | 11 | 0     |
| Once Caldas                  | Colombia       | 2018        | 12 | 0     |
| Unión Magdalena              | Colombia       | 2019        | 12 | 0     |
| Colorado Springs Switchbacks | Estados Unidos | 2020 - 2022 | 0  | 0     |